# Myrmoteras bakeri
Myrmoteras bakeri är en myrart som beskrevs av Wheeler 1919. Myrmoteras bakeri ingår i släktet Myrmoteras och familjen myror. Inga underarter finns listade i Catalogue of Life.